# Gottfried Wilhelm Fink

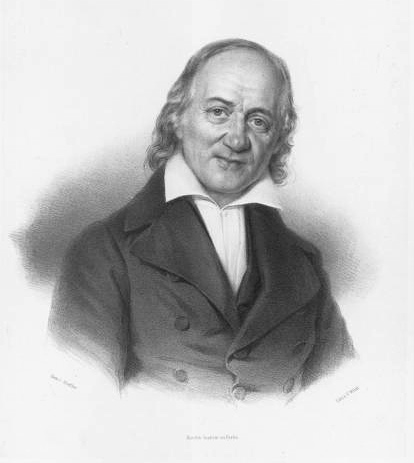
Gottfried Wilhelm Fink.

Gottfried Wilhelm Fink, född 8 mars 1783 i Sulza, död 27 augusti 1846 i Leipzig, var en tysk kompositör och musikskriftställare.
Fink var först präst, men ägnade sig sedan åt musiken, redigerade 1827–1841 ”Allgemeine musikalische Zeitung” och blev 1842 filosofie hedersdoktor samt musikdirektor vid universitetet i Leipzig. Fink komponerade sånger och andra stycken samt utgav Musikalischer Hausschatz der Deutschen (1 000 sånger, 1843; 10:e upplagan 1892) och Die deutsche Liedertafel (100 sångkvartetter, 1846; ny upplagan 1863). Bland hans teoretiska skrifter må nämnas Wesen und Geschichte der Oper (1838) och System der musikalischen Harmonielehre (1842).